# Brachiaphodius jendeki
Brachiaphodius jendeki är en skalbaggsart som beskrevs av Kral 2000. Brachiaphodius jendeki ingår i släktet Brachiaphodius och familjen Aphodiidae. Inga underarter finns listade.